# Gennaria
Gennaria is een monotypisch geslacht uit de orchideeënfamilie onderfamilie Orchidoideae.
De botanische naam Gennaria is vernoemd naar Patrizio Gennari (1820-1897), een Italiaanse botanicus.
De enige soort uit het geslacht, Gennaria diphylla, komt voor in het Middellandse Zeegebied, waar hij voornamelijk voorkomt in Portugal, het zuiden van Spanje, de Balearen, Corsica, Sardinië, Noord-Afrika, Madeira en de Canarische Eilanden.
Voor een beschrijving van dit geslacht, zie de soortbeschrijving.

## Taxonomie
Gennaria is in Europa, samen met de geslachten Herminium en Habenaria, een van de weinige vertegenwoordigers van de subtribus Habenariinae.
Het geslacht telt slechts één soort (monotypisch):
- Soorten:
  - Gennaria diphylla (Link) Parl. (1860) (Middellandse Zeegebied)

Gennaria diphylla